# Roland H. Hartley

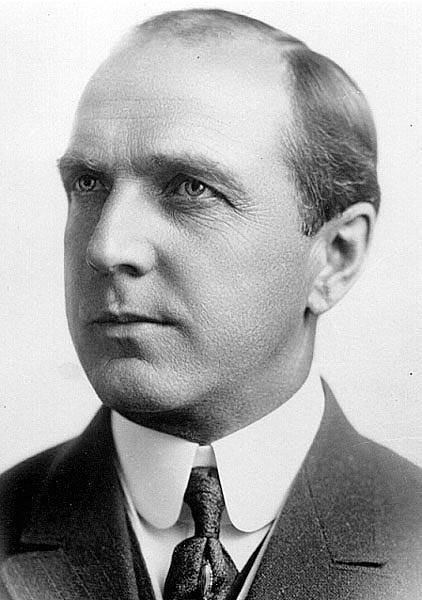
Roland H. Hartley

Roland Hill Hartley (* 26. Juni 1864 in New Brunswick, Kanada; † 21. September 1952 in Seattle, Washington) war ein US-amerikanischer Politiker und von 1925 bis 1933 der zehnte Gouverneur des Bundesstaates Washington.

## Frühe Jahre und politischer Aufstieg
Roland Hartley wurde in Kanada geboren, wuchs aber in Minnesota auf. Dort stieg er in den Holzhandel ein. Dann wurde er in Privatsekretär des Gouverneurs von Minnesota, David Marston Clough. Im Jahr 1903 zog er nach Everett im Staat Washington, wo er erneut im Holzhandel tätig wurde. Zwischen 1910 und 1911 war er Bürgermeister dieses Ortes. Von 1915 und 1916 saß er als Abgeordneter im Repräsentantenhaus von Washington. Im Jahr 1924 wurde er als Kandidat der Republikanischen Partei zum neuen Gouverneur gewählt, wobei er sich mit 56:32 Prozent der Stimmen gegen den Demokraten Ben F. Hill durchsetzte.

## Gouverneur von Washington
Roland Hartley trat sein neues Amt am 12. Januar 1925 an. Nachdem er im Jahr 1928 von den Wählern bestätigt wurde, konnte er bis zum 9. Januar 1933 im Amt bleiben. In dieser Zeit wurde eine zentralisierte Autobahnverwaltungsbehörde (Centralized State Highway Department) geschaffen; ferner wurden die Gesetze zur Regelung der Forstwirtschaft wurden Im Jahr 1928 stellte der Gerichtshof des Staates fest, dass bei Wahlen auch die Kandidaten der Arbeiterpartei auf den Stimmzetteln erscheinen müssen. Hartleys zweite Amtszeit war überschattet von den Ereignissen der Weltwirtschaftskrise, die auch den Staat Washington erschütterte. Im Jahr 1931 stieg die Arbeitslosigkeit im Lande dramatisch an. Der Rekord wurde im Jahr 1933 mit einer Arbeitslosigkeitsrate von 25 Prozent erreicht. Infolge dieser Umstände kam es zu Unruhen und Protestmärschen. Eine Besserung der Situation konnte auch Gouverneur Hartley nicht herbeiführen. Erst im weiteren Verlauf der 1930er Jahre besserte sich die Lage mit Hilfe der Bundespolitik und des New-Deal-Programms unter Präsident Franklin D. Roosevelt.

## Weiterer Lebenslauf
Im Jahr 1932 verzichtete Hartley auf eine erneute Kandidatur. Vier Jahre später unternahm er einen allerdings erfolglosen Versuch, in das Amt des Gouverneurs gewählt zu werden. Danach zog er sich aus der Politik zurück. Roland Hartley starb im September 1952. Er war mit Nina M. Clough verheiratet, der Tochter von Minnesotas Gouverneur David Clough. Gemeinsam hatte das Paar drei Kinder.